# Dan Bălan
Pour les articles homonymes, voir Balan.
Dan Bălan (né le 6 février 1979 à Chișinău en Moldavie) est un chanteur, un auteur-compositeur et un producteur moldave résidant actuellement à New York.

## Biographie
Il a obtenu ses plus grands succès alors qu'il faisait partie du groupe dance O-Zone. dont il était le leader et le compositeur. Il a formé le groupe O-Zone en 1999 et a produit trois albums entre 1999 et 2004. L'album qui s'est le plus vendu a été DiscOzone. Cet album a été no 1 dans six pays et s'est vendu à plus de 2,5 millions de copies dans le monde dont 1 million au Japon. C'est avec la chanson Dragostea din tei qu'il remporta le plus de succès. Cette chanson a été no 1 dans 32 pays et no 3 au Royaume-Uni et s'est vendue à 12 millions de copies dans le monde. Un autre succès important du groupe fut Despre tine qui a été no 1 dans cinq pays.
Avant d'entrer dans le monde de la musique pop, Dan Balan avait formé un groupe metal gothique du nom de Inferialis. Il était claviériste et compositeur dans cette formation. En dépit du fait que le groupe n'ait jamais enregistré d'album, il a eu de nombreux fans dans le monde moldave underground.
En 2004, Dan décide de se rapprocher de ses racines rock. Il recrute les meilleurs musiciens de sa région et part pour Los Angeles en 2005. Bien que Dan avait déjà écrit des chansons en prévision de cette nouvelle formation, il lui faudra deux ans pour définir sa signature musicale ainsi qu'un nouveau style accrocheur. Il demanda au producteur Jack Joseph Puig de produire son premier disque en sol américain. Les séances d'enregistrement se déroulèrent d'avril à juin 2006 au renommé studio Ocean Way de Los Angeles.
En 2018, il sort « Numa Numa 2 », très inspirée de « Dragostea Din Tei ».
En 2019 et 2020, il est coach des saisons 9 et 10 de The Voice of Ukraine. Il remporte d'ailleurs la saison 9 avec son talent Oksana Mukha.

## Alter egoCrazy Loop
En 2007, Dan a secoué et étonné ses fans en dévoilant son alter ego Crazy Loop avec la chanson Crazy Loop (Mm-Ma-Ma). La vidéo de cette chanson, dirigée par Marc Klasfeld, a été tournée à Los Angeles, et diffusée à travers l'Europe au cours de la semaine du 15 octobre 2007. En décembre, Dan a également sorti un album intitulé The power of the shower. La chanson Mm-Ma-Ma a atteint la première place au palmarès en Roumanie.

## Chica Bomb
En 2010, il sort le titre Chica Bomb, évoquant une jeune femme importunée par une chaleur excessive. Le son, teinté de rythmes électro, est accompagné d'un clip dans lequel Dan Bălan danse aux côtés de 4 jeunes femmes (Mayra Munoz, Ashley Schultz, Britten Kelley et Jennifer Humphrey).